# Sergej Kisljak (politicus)
Sergej Ivanovitsj Kisljak (Russisch: Сергей Иванович Кисляк) (Moskou, 7 september 1950) is een Russisch diplomaat en politicus. Hij vertegenwoordigde Mordovië sinds september 2017 in de Federatieraad van Rusland. Van 2008 tot 2017 was hij ambassadeur van Rusland in de Verenigde Staten. Tussen 2003 en 2008 was hij viceminister van Buitenlandse Zaken en van 1998 tot 2003 was hij ambassadeur van Rusland in België en hoofd van de Russische missie bij de NAVO.
Kisljak, door CNN 'de diplomaat der diplomaten' genoemd, was de hoogste Russische vertegenwoordiger in de VS tijdens zijn negenjarige ambtstermijn in Washington D.C. in een periode van toenemende politieke spanningen tussen de twee landen. Kisljak speelde een sleutelrol in het onderzoek naar de Russische inmenging in de Amerikaanse presidentsverkiezingen van 2016. Hij kreeg veel media-aandacht en ontkende dat Rusland achter de hack van het Democratisch Nationaal Comité zat. De ontmoetingen van Kisljak met adviseurs van de toenmalige president-elect Donald Trump werden echter het onderwerp van onderzoek door Amerikaanse inlichtingendiensten. In mei 2017 had Trump een ontmoeting met Kisljak en Sergej Lavrov en onthulde hij geheime informatie over ISIS, een incident dat uitlekte naar de pers en een schandaal werd.
Na bijna tien jaar in de VS keerde Kisljak in juli 2017 terug naar Moskou en werd in augustus formeel ontheven van zijn taken. Hij werd opgevolgd door de vice-minister van Buitenlandse Zaken Anatoly Antonov.